# 인생은 짧다
《인생은 짧다》는 2005년 2월 25일에 MBC에서 방영한 베스트극장이다.

## 등장 인물

### 주요 인물
- 김혜나 : 은재 역
- 김지완 : 승준 역
- 정찬 : 경환 역
- 윤예리 : 유경 역

### 그 외 인물
- 최재호
- 장남경
- 이승아
- 김용민
- 박태진
- 오협
- 전성애
- 안지혜
- 강민서